# Kristine Næss
Kristine Næss, född 10 maj 1964 i Oslo, är en norsk författare. Hon debuterade 1996 med en diktsamling och har sedan dess givit ut flera diktsamlingar och romaner. Hon har varit medredaktör för tidskriften Vinduet och arbetar på Deichmanske bibliotek i Oslo. Hennes roman Bare et menneske blev nominerad till Nordiska rådets litteraturpris 2015.

## Priser och utmärkelser
- 1998 – Tidenpriset